# Peumus boldus
Peumus boldus là một loài thực vật có hoa trong họ Monimiaceae. Loài này được Molina miêu tả khoa học đầu tiên năm 1782.